# Zorislav Horvat
Zorislav Horvat (Petrovgrad, 3. kolovoza 1937.), hrvatski arhitekt

## Životopis
Rođen u Petrovgradu, današnjem Zrenjaninu. U Zagrebu diplomirao arhitekturu.
Predavao na tek otvorenom Pedagoškom odjel zagrebačke Akademije likovnih umjetnosti. Radio u Republičkom zavodu za zaštitu spomenika kulture.
Horvatovi radovi o srednjovjekovnim utvrdama, zidinama, braništima, branič-kulama i burgovima danas su obvezna literatura na Odsjeku za povijest Filozofskog fakulteta u Zagrebu. Osobito se bavio stilskim razdobljem gotike. Osim utvrda, pisao je i o crkvenoj arhitekturi.
Epizoda HRT-ove televizijske emisije Skica za portret, emisiji u kojoj se prikazuju biografije ljudi koji su pridonijeli hrvatskoj povijesti i kulturi te su tijekom godina zaboravljeni, posvećena je Zorislavu Horvatu.

## Djela
- Branič-kule na burgovima kontinentalne Hrvatske od 13. do 15. stoljeća
- Burgologija: srednjovjekovni utvrđeni gradovi kontinentalne Hrvatske
- Heraldički štitovi gotičke arhitekture kontinentalne Hrvatske
- Katalog gotičkih profilacija
- O izgledu srednjovjekovnog zida na primjerima nekih građevina u kontinentalnoj Hrvatskoj
- ilustrirao knjigu Milana Kruheka Gvozdansko: kaštel Zrinskoga srebra
- nacrtao zemljovide za knjigu Milana Kruheka Karlovac : utvrde, granice i ljudi
- nacrtao zemljovid i planove za knjigu Milana Kruheka Krajiške utvrde i obrana hrvatskog kraljevstva tijekom 16. stoljeća
- nacrtao tlocrta za knjigu Lelje Dobronića Po starom Moravču: pokušaj povijesne topografije

Članke je objavio u Prostoru, Prilozima Instituta za arheologiju u Zagrebu, Godišnjaku zaštite spomenika kulture Hrvatske, Senjskom zborniku, Našoj katedrali, Modruškom zborniku, Peristilu,  Vjesniku Arheološkog muzeja u Zagrebu, Riječima (Sisak), Riječkom teološkom časopisu, Crisu, Kaju, Opvscvla archaeologica i dr.